# Thoristella chathamensis profunda
Thoristella chathamensis profunda es una subespecie de molusco gasterópodo de la familia Trochidae. 

## Distribución geográfica
Se encuentra en Nueva Zelanda